# Béra (Niger)
Béra (auch: Bira) ist ein Dorf in der Landgemeinde Kokorou in Niger.

## Geographie
Das von einem traditionellen Ortsvorsteher (chef traditionnel) geleitete Dorf befindet sich rund 19 Kilometer nordwestlich des Hauptorts Kokorou der gleichnamigen Landgemeinde, die zum Departement Téra in der Region Tillabéri gehört. Zu den Siedlungen in der näheren Umgebung von Béra zählen Korogoussou und Tara im Nordwesten, Zaney im Norden, Amara im Nordosten, Fambita im Südosten sowie Doungouro und Sédey im Südwesten.
Es herrscht das Klima der Sahelzone vor, mit einer durchschnittlichen jährlichen Niederschlagsmenge zwischen 300 und 400 mm. Beim Dorf erstreckt sich ein 200 Hektar großer permanenter Teich, die Mare de Béra.

## Geschichte

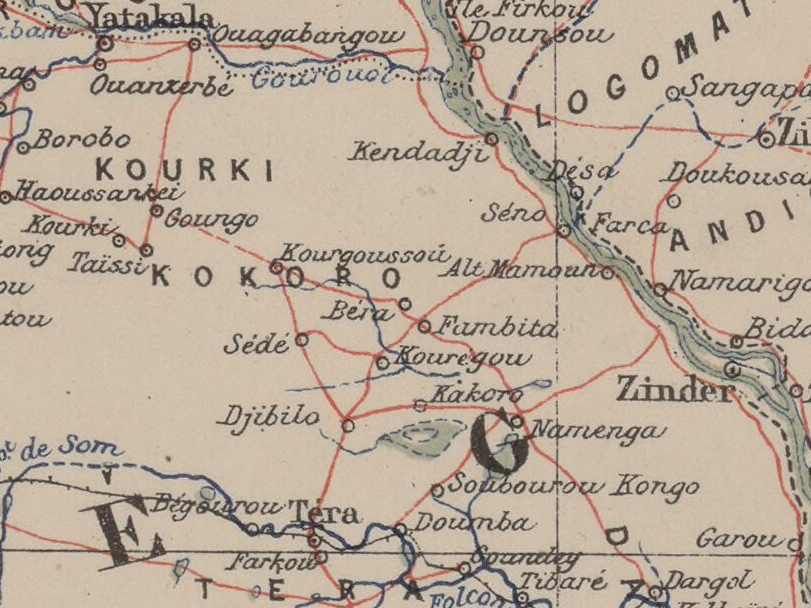
Ausschnitt einer Karte von 1903 mit Béra im Zentrum

Am 15. Mai 2023 drangen bewaffnete Angreifer in die Dörfer Béra, Doungouro, Fambita, Firo Koira, Komdi, Kourégou, Sédey und Zaney ein und erpressten Vieh. Bereits am Vortag waren im ebenfalls in der Gemeinde Kokorou gelegenen Dorf Boungou Vieh gestohlen und zwei Menschen ermordet worden. Daraufhin flüchteten Bewohner aller genannten Dörfer unter schwierigen Umständen in die Departementshauptstadt Téra.

## Bevölkerung
Bei der Volkszählung 2012 hatte Béra 632 Einwohner, die in 70 Haushalten lebten. Bei der Volkszählung 2001 betrug die Einwohnerzahl 595 in 89 Haushalten und bei der Volkszählung 1988 belief sich die Einwohnerzahl auf 1168 in 156 Haushalten.

## Wirtschaft und Infrastruktur
Es gibt eine Schule im Dorf.